# Краснодарська сільська рада
Краснода́рська сільська рада (рос. Краснодарский сельский совет) — сільське поселення у складі Усть-Пристанського району Алтайського краю Росії.
Адміністративний центр та єдиний населений пункт — село Краснодарське.

## Населення
Населення — 400 осіб (2019; 528 в 2010, 770 у 2002).